# 9112 Hatsulars
9112 Hatsulars (tên chỉ định: 1997 BU3) là một tiểu hành tinh vành đai chính. Nó được phát hiện bởi Takao Kobayashi ở Ōizumi Observatory ở Ōizumi, Gunma Prefecture, Nhật Bản, ngày 31 tháng 1 năm 1997. Nó được đặt theo tên Hatsulars, a women's chorus ở Kakegawa, Shizuoka Prefecture, Nhật Bản.